# Das Märchen von der Regentrude
Das Märchen von der Regentrude ist ein deutscher Märchenfilm aus dem Jahr 2018. Er beruht auf dem Kunstmärchen Die Regentrude von Theodor Storm und wurde vom NDR für die ARD-Reihe Sechs auf einen Streich produziert.

## Handlung
Die Menschen leiden unter einer großen Hitze und Trockenheit. Alle wünschen, dass die große Dürre endlich zu Ende geht. Maren träumt nicht nur vom großen Regen, sondern auch, dass sie ihren um alles in der Welt geliebten Andrees heiraten darf. Aber ihr Vater, der reiche Wiesenbauer Iven, erlaubt nicht, dass sie den Sohn der verarmten Stine zum Mann nimmt.
Iven ist ein nüchtern denkender Mensch, der nicht an die Geschichte der Regentrude glaubt, die laut den anderen Dorfbewohnern den Regen bringt. Maren sieht eine Chance, ihren Andrees doch noch heiraten zu können, und wettet mit ihrem Vater, dass der ihrer Vermählung zustimmt, wenn es vor dem nächsten Sonnenuntergang anfängt zu regnen.
Eine Urahnin von Stine hat vor langer Zeit bereits einmal die Regentrude geweckt, als diese eingeschlafen war. Das dafür benötigte Sprüchlein sowie der Weg gerieten jedoch in Vergessenheit. Beides kann Andrees vom Feuermann in Erfahrung bringen. Maren und Andrees machen sich auf den Weg, die Regentrude aus ihrem Schlaf zu wecken und somit die Herrschaft des Feuermannes mit seiner zerstörerischen Hitze zu beenden.
Auf ihrer Reise werden die beiden immer wieder von Zaubern des Feuermannes behindert. Irgendwann treffen sie auf den Fährmann, der keine Arbeit mehr hat, da der Fluss, über den er Reisende übersetzen muss, bereits ausgetrocknet und sein Boot zudem kaputt ist. Andrees bleibt zurück, um gemeinsam mit dem Fährmann das Boot zu reparieren, damit Maren, sobald sie die Regentrude geweckt hat, auch wieder über den dann wieder vorhandenen Fluss zurückkommt.
Maren begegnet nach einer Weile einer kleinen Elfe, die sie, als Maren ein gestelltes Rätsel löst, zum Garten der Regentrude führt. Nachdem die Regentrude geweckt wurde, geht sie gemeinsam mit Maren zu einem Brunnen und nachdem dieser aufgeschlossen wurde, fängt es endlich an zu regnen.
Maren und Andrees reisen wieder nach Hause und heiraten.

## Hintergrund
Die Dreharbeiten fanden vom 11. bis zum 28. Juni 2018 statt. Gedreht wurde im Freilichtmuseum am Kiekeberg in Rosengarten-Ehestorf, in Reinbek-Ohe und Hamburg-Fischbek.

## Auszeichnungen
- 2019 – Robert-Geisendörfer-Preis für Leonie Bongartz (Autorin) und Klaus Knoesel (Regie).[2]

## Kritik
Rainer Tittelbach von tittelbach.tv meint zu diesem Film: "Theodor Storms Märchen „Die Regentrude“, erstmals veröffentlicht im Jahre 1863, ist von verblüffender Aktualität: Eine lang anhaltende Dürre plagt das Land, Brunnen und Bäche sind versiegt, glühende Hitze lastet über den Feldern; wenn es nicht bald regnet, wird die Ernte verdorren. Die Menschen ahnen, dass die „Regentrude“ eingeschlafen ist, aber der Großbauer hält das für Aberglauben. Womöglich musste sich Regisseur Klaus Knoesel zusammenreißen, um den Film nicht mit Parallelen zum amtierenden US-Präsidenten zu überfrachten, der den Klimawandel leugnet, aber die Botschaft wird auch so deutlich: Die in Vergessenheit geratene Regentrude personifiziert die materialistische Beziehung des Menschen zur Natur; nur eine Rückbesinnung auf alte Werte kann eine Katastrophe verhindern."